# Deivid Rodríguez
David Omar Rodríguez Barrera (ur. 27 stycznia 1989 w Las Palmas) – hiszpański piłkarz występujący na pozycji obrońca w UD Las Palmas.